# Gabinete Morawiecki III
El tercer gabinete de Mateusz Morawiecki, conocido informalmente como el "gobierno de dos semanas", fue el gobierno interino de Polonia encabezado por el primer ministro Mateusz Morawiecki, tras su nombramiento por el presidente Andrzej Duda el 27 de noviembre de 2023. Dos semanas después, el 11 de diciembre de 2023, Morawiecki no logró recibir el voto de confianza: 266 de los 460 diputados votaron en contra.
El gobierno contó con el apoyo de la coalición Derecha Unida compuesta por Ley y Justicia (PiS) de Morawiecki, Polonia Soberana (SP) y el apoyo de Renovación de la República de Polonia (ONRP), Asuntos Polacos (PS) y el Partido Republicano (PR). También contó con el apoyo de algunos diputados independientes. Miembros de Ley y Justicia y de Polonia Soberana ocuparon puestos en el gabinete.
Se formó a raíz de las elecciones parlamentarias de 2023, en las que la Derecha Unida perdió la mayoría absoluta que ostentaba desde 2015. A la Derecha Unida le faltaron 40 escaños para alcanzar la mayoría en la cámara; Todos los demás grupos del Sejm han descartado la cooperación con Derecha Unida, lo que hace matemáticamente imposible que Morawiecki forme un gobierno mayoritario. Los cuatro principales partidos de oposición, Coalición Cívica (KO), Polonia 2050 (P2050), Partido Popular Polaco (PSL) y La Izquierda (Lewica), han declarado su intención de oponerse a Morawiecki y, en cambio, apoyar a un gobierno encabezado por el ex primer ministro y presidente del Consejo Europeo, Donald Tusk. Los cuatro partidos firmaron un acuerdo de coalición el 10 de noviembre y acordaron presentar a Tusk como su candidato a primer ministro; entre ellos, cuentan con la mayoría en el Sejm.
La decisión de Duda de designar a Morawiecki como primer ministro a pesar de que carecía de suficiente apoyo en el Sejm fue criticada por la oposición y algunos medios de comunicación como un intento de retrasar la transición del poder el mayor tiempo posible. Duda insistió en que defendía una convención de larga data al invitar primero al partido más grande a formar gobierno.
El tercer gobierno de Mateusz Morawiecki incluyó el mayor número de mujeres en la historia de un gabinete de Polonia: 10 de los 18 ministros eran mujeres. 
El tercer gobierno de Morawiecki fue denominado "gobierno de dos semanas" por varios medios, debido a su corta duración prevista.
El gabinete propuesto por Morawiecki perdió una moción de censura en el Sejm el 11 de diciembre por 190 votos contra 266, allanando el camino para que el Sejm propusiera a Donald Tusk como su candidato a primer ministro.

## Apoyo parlamentario
| Cámara | Candidato              | Fecha                                                      | Voto | PiS |     |    |    |    |    |   | Total   |
| ------ | ---------------------- | ---------------------------------------------------------- | ---- | --- | --- | -- | -- | -- | -- | - | ------- |
| Sejm   | Mateusz Morawiecki PiS | 11 de diciembre de 2023 Mayoría simple requerida (231/460) | Sí   | 187 |     |    |    |    |    | 3 | 190/460 |
| Sejm   | Mateusz Morawiecki PiS | 11 de diciembre de 2023 Mayoría simple requerida (231/460) | No   |     | 157 | 33 | 32 | 26 | 18 |   | 266/460 |
| Sejm   | Mateusz Morawiecki PiS | 11 de diciembre de 2023 Mayoría simple requerida (231/460) | Aus. | 3   |     |    |    |    |    |   | 3/460   |

## Gabinete Ministerial
Ley y Justicia     Independientes      Polonia Unida

### Presidente del Consejo de Ministros de la República de Polonia
| Fotografía | Primer Ministro    | Período                 | Período                 | Partido | Partido |
| Fotografía | Primer Ministro    | Inicio                  | Fin                     | Partido | Partido |
| ---------- | ------------------ | ----------------------- | ----------------------- | ------- | ------- |
|            | Mateusz Morawiecki | 11 de diciembre de 2017 | 13 de diciembre de 2023 |         | PiS     |

### Ministerios
| Ministerio                                | Fotografía | Titular                         | Período                 | Período                 | Partido | Partido |
| Ministerio                                | Fotografía | Titular                         | Inicio                  | Fin                     | Partido | Partido |
| ----------------------------------------- | ---------- | ------------------------------- | ----------------------- | ----------------------- | ------- | ------- |
| Agricultura y Desarrollo Rural            |            | Anna Gembicka                   | 27 de noviembre de 2023 | 13 de diciembre de 2023 |         | PiS     |
| Bienes del Estado                         |            | Marzena Małek                   | 27 de noviembre de 2023 | 13 de diciembre de 2023 |         | Ind     |
| Clima y Medio Ambiente                    |            | Anna Łukaszewska- Trzeciakowska | 27 de noviembre de 2023 | 13 de diciembre de 2023 |         | Ind     |
| Comité de Beneficio Público               |            | Dominika Chorosińska            | 27 de noviembre de 2023 | 13 de diciembre de 2023 |         | PiS     |
| Cultura y Patrimonio Nacional             |            | Dominika Chorosińska            | 27 de noviembre de 2023 | 13 de diciembre de 2023 |         | PiS     |
| Defensa Nacional                          |            | Mariusz Błaszczak               | 9 de enero de 2018      | 13 de diciembre de 2023 |         | PiS     |
| Deporte y Turismo                         |            | Danuta Dmowska-Andrzejuk        | 27 de noviembre de 2023 | 13 de diciembre de 2023 |         | Ind     |
| Desarrollo Económico y Tecnología         |            | Marlena Maląg                   | 27 de noviembre de 2023 | 13 de diciembre de 2023 |         | PiS     |
| Educación y Educación Superior            |            | Krzysztof Szczucki              | 27 de noviembre de 2023 | 13 de diciembre de 2023 |         | PiS     |
| Familia y Política Social                 |            | Dorota Bojemska                 | 27 de noviembre de 2023 | 13 de diciembre de 2023 |         | Ind     |
| Finanzas                                  |            | Andrzej Kosztowniak             | 27 de noviembre de 2023 | 13 de diciembre de 2023 |         | PiS     |
| Fondos y Política Regional                |            | Małgorzata Jarosińska- Jedynak  | 27 de noviembre de 2023 | 13 de diciembre de 2023 |         | Ind     |
| Infraestructura                           |            | Alvin Gajadhur                  | 27 de noviembre de 2023 | 13 de diciembre de 2023 |         | Ind     |
| Interior y Administración                 |            | Paweł Szefernaker               | 27 de noviembre de 2023 | 13 de diciembre de 2023 |         | PiS     |
| Justicia                                  |            | Marcin Warchoł                  | 27 de noviembre de 2023 | 13 de diciembre de 2023 |         | SP      |
| Relaciones Exteriores                     |            | Szymon Szynkowski vel Sęk       | 27 de noviembre de 2023 | 13 de diciembre de 2023 |         | PiS     |
| Salud                                     |            | Ewa Krajewska                   | 27 de noviembre de 2023 | 13 de diciembre de 2023 |         | Ind     |
| Otros Puestos en el Gabinete              |            |                                 |                         |                         |         |         |
| Ministro-miembro del Consejo de Ministros |            | Jacek Ozdoba                    | 27 de noviembre de 2023 | 13 de diciembre de 2023 |         | SP      |
| Ministro-miembro del Consejo de Ministros |            | Izabela Antos                   | 27 de noviembre de 2023 | 13 de diciembre de 2023 |         | Ind     |